# Gravity Recovery and Interior Laboratory

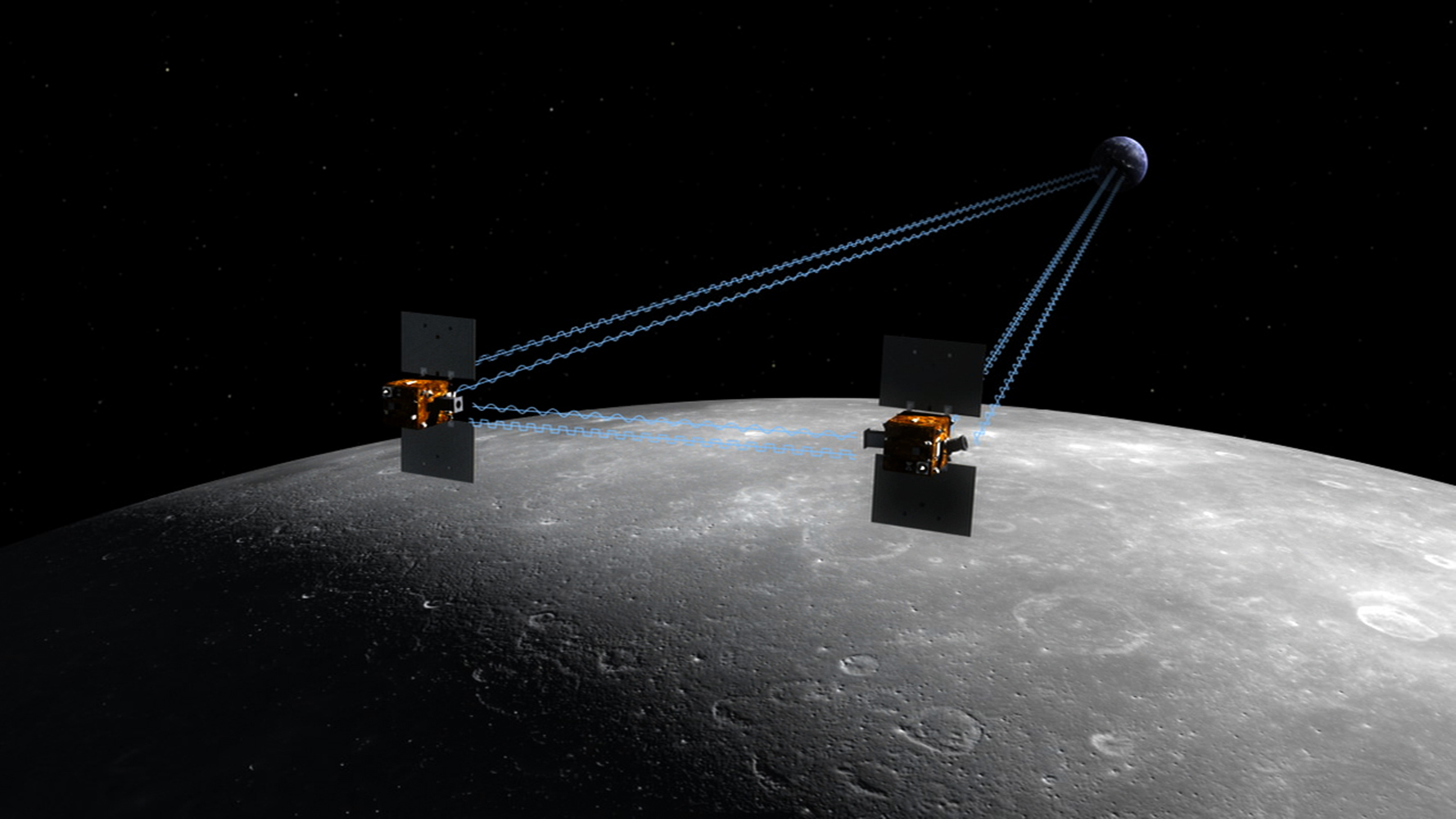
Tandem sond GRAIL v představách malíře.

Gravity Recovery and Interior Laboratory (GRAIL) byla dvojice amerických měsíčních sond z programu NASA Discovery. Hlavním účelem mise bylo zmapovat s vysokou přesností gravitační pole Měsíce a určit jeho vnitřní strukturu.

## Průběh mise
Dvě malé sondy GRAIL A (Ebb, česky odliv) a GRAIL B (Flow, česky příliv) byly vyneseny do vesmíru společně 10. září 2011 raketou Delta II. Sonda GRAIL A se oddělila od nosné rakety devět minut po startu, GRAIL B o dalších 9 minut později. K Měsíci dorazily 24 hodin po sobě. První sonda vstoupila na oběžnou dráhu 31. prosince 2011, druhá 1. ledna 2012.

## Ukončení mise
Po ukončení činnosti byly obě sondy navedeny k dopadu na povrch přivrácené strany Měsíce 17. prosince 2012. Místem dopadu bylo nepojmenované pohoří mezi krátery Philolaus a Mouchez na souřadnicích 75,62 S a 26,63 Z. NASA oznámila, že místo dopadu bude pojmenováno Sally Ride podle jména první americké astronautky, která v roce 2012 zemřela.